# الکساندر دربچینسکی
الکساندر دربچینسکی (اوکراینی: Деребчинский Александр Борисович؛ زادهٔ ۷ مهٔ ۱۹۹۱) بازیکن فوتبال اهل اوکراین است.